# Le Pin (Loara Atlantycka)
Pin – miejscowość i gmina we Francji, w regionie Kraj Loary, w departamencie Loara Atlantycka.
Według danych na rok 2010 gminę zamieszkiwało 731 osób, a gęstość zaludnienia wynosiła 29 osób/km².